# آئرو بوئرو ای‌بی-۱۵۰
آئرو بوئرو ای‌بی-۱۵۰ (به انگلیسی: Aero_Boero_AB-150) یک هواگرد ملخ‌پیشین تک‌موتوره از نوع Utility ساخت شرکت Aero Boero است. در مجموع، تعداد 5 (AB-150Ag only) فروند از این هواگرد ساخته شده‌است.